# Tyge Rothe
 Der er flere personer med dette navn, se Tyge Rothe (flertydig).
Tyge Jesper Rothe (født 16. januar 1731, død 19. december 1795) var en dansk forfatter og historiker. Han var far til Christian Rothe.

## Baggrund og uddannelse
Tyge Rothe var en yngre halvbroder til etatsråd Casper Peter Rothe, men ældste søn af faderens andet ægteskab, med Kirstine Margrethe født Tygesen (død 1746), blev født i Randers 16. januar 1731. Allerede i sit 14. år (1744) blev han student fra Slagelse Skole og tog tre år efter teologisk attestats. Hans yndlingsfag var dog ikke teologi, men historie og filologi. Han blev huslærer, først for en Thura, derefter for en Juel; denne sidste fulgte han som hovmester til Sorø. Han attråede inderligt at få lejlighed til at rejse i udlandet. I den hensigt skrev han nogle franske breve om forskellige emner og overrakte J.H.E. Bernstorff dem med bøn om at hjælpe ham til det ønskede mål, for at han derefter kunne søge et embede i staten. Hans henvendelse var ikke forgæves; der bevilgedes ham et rejsestipendium på tre år, i det han forpligtedes til at følge en foreskrevet rejseplan.

## Udlandsrejse og ansættelse ved hoffet
I maj 1756 rejste han først til Göttingen, hvor han studerede kirkehistorie, fysik og filosofi. Derefter opholdt han sig 1/2 år i Genf, senere i Frankrig. I juni 1759 blev han udnævnt til overordentlig professor ved Københavns Universitet og lærer for den seksårige Arveprins Frederik.
Men Rothes hele personlighed -- "han manglede Taalmodighed, Blidhed i Ytringer og Omgang og var for Stræng Moralist", siger hans ældste biograf—passede ikke til dette kald, og han fratrådte stillingen 1761, i det han blev kommitteret i generaltoldkammeret og fik justitsråds rang. Samme år ægtede han Karen Bjørn (født 1742), eneste barn af den afdøde rige handelsmand, agent Andreas Bjørn på Christianshavn. Med hende fik han betydelig formue, der satte ham i stand til at købe godset Tybjerggaard (Præstø Amt), en af landets ældste herregårde. Han tog nu afsked fra sit embede og blev landmand med liv og sjæl, og mange spirer til hans senere rige forfattervirksomhed nedlagdes i disse år. 26. januar 1759 blev han optaget i den københavnske frimurerloge St. Martin. 1765 lod han sig beskikke til vicelandsdommer for Sjælland og Møen, og 1769 blev han atter ansat som kommitteret i generaltoldkammeret, dog uden gage, men med Tilladelse til, så længe han ikke oppebar løn, at være fraværende, så ofte han ville.

## Embeder under Struensee
Da kom Johann Friedrich Struensees tid, hvor afsættelser og forandrede besættelser af statens embeder hørte til dagens orden. Da Københavns gamle magistrat var opløst og en ny overpræsident beskikket, indkaldtes Rothe i april 1771 til at varetage embedet som 1. borgmester i hovedstaden. Et samtidigt, almindelig udbredt rygte fortalte, at udnævnelsen skyldtes en fejltagelse; det var hans ældre broder, landsdommer Casper Peter Rothe, der var ment. Sønnen kan kun gendrive rygtet ved at sige, at "det mangler alt Bevis og er, saa vidt han ved, urigtigt". Men i hvert tilfælde har Rothe været meget lidt egnet til at bøje sig ind under dette juridiske embedes mangeartede vanskeligheder, som ikke gjordes ringere ved tidsforholdene. Det varede heller ikke mere end 1 1/2 måned, før han atter fratrådte stillingen og ved justitsråd Carl August Struensees, ministerens broders, medvirkning blev 3. deputeret i det nyoprettede finanskollegium. Rothes departement havde hele landbovæsenet under sig. Men alle hans planer og bestræbelser for heldbringende forandringer kunne ikke få tid til at komme til udførelse, thi 7 måneder efter kollegiets oprettelse opløstes det atter ved Struensees fald.
Rothe havde ikke taget i betænkning at lade sig ophøje af det Struenseeske regimente og tage del i styrelsen under denne chef. Det gjorde da med føje både den gang og senere et meget uheldigt indtryk, at han straks efter omvæltningen offentlig brugte de stærkeste smædeord om den faldne storhed . Han vandt alligevel langtfra den nye regerings yndest; i det han i april 1772 udnævntes til amtmand i Segeberg, var dette efter tidens opfattelse nærmest at betragte som en art forvisning. I Segeberg forblev han kun 9 måneder. Imod sit ønske afskedigedes han i januar 1773 med 700 rigsdaler pension. Dermed afsluttedes hans embedsbane.

## Tilbagetrukket liv
Han drog til sit gods i Sjælland og ofrede resten af sit liv til litterær virksomhed. Senere fik han etatsråds titel. At han ikke fik sæde i den store Landbokommission 1786, krænkede ham dybt. Men i sit hjem på Tybjærggaard og i København følte han sig lykkelig ved sit samliv med sin ædle hustru og sine børn. Da han 12. februar 1795 mistede sin hustru, var hans kraft brudt. Nedbøjet på sjæl og legeme flyttede han om sommeren ud på Frederiksberg. Her udarbejdede han skriftet Karen Bjørns Minde, hvori han ophøjede den elskede og åndfulde hustru og moder . Den dag, skriftet averteredes i avisen, døde han selv, 19. december 1795.

## Forfattervirksomhed
Sin navnkundighed skylder Rothe langtfra sin embedsvirksomhed. Men når hans stemme af samtiden blev regnet blandt de mest indflydelsesrige i fædrelandet, er det dels hans mange skrifters skyld, dels hans betydelige personlighed. Det er vanskeligt med få ord at karakterisere ham som forfatter. Med rette er der sagt om ham, at han var en blanding af en betydelig skribent og af en karikatur. Hans stil er trættende, sær og knudret; det er en stor tålmodighedsprøve at arbejde sig frem gennem alt det skruede og affekterede; men kan man holde ud, er der ikke få lysglimt og ægte guldkorn at finde.
Da skrifterne udkom, havde han kun meget få læsere; nu om stunder vil vistnok kun den specielle forsker ty til dem. Bolle Willum Luxdorph sagde ganske vittig: "Rothe skriver
virkelig et smukt Sprog; dersom han blev oversat, skulde jeg tilforladelig læse ham". Det er dog ikke blot Rothes stil, som frembyder den underlige dobbelthed; det samme gælder om hele hans standpunkt: på samme tid, han lovpriser enevoldsmagten og det beståendes herlighed, er han gennemtrængt af det 18. århundredes frihedsideer. Montesquieu og Rousseau er hans læremestre. Det kendes lige fra hans ungdomsarbejde Tanker om Kjærlighed til Fædrenelandet (1759), der vakte betydelig opmærksomhed og gav Knud Lyne Rahbek anledning til at nævne ham som "vor Borgerfriheds første Apostel", og til hans seneste skrifter.

## Kristendommen
Om to ting grupperer de fleste af hans skrifter sig: Landbosagen og kristendommen. Han giver vægtige indlæg om reformers nødvendighed for landboforholdenes vedkommende; og at se
historien som en helhed i kristendommens lys er hans opgave i hans livs hovedværk: Kristendommens Virkning paa Folkenes Tilstand i Evropa (I-V, 1774-1783, med særskilte titler for 3. og 4. Bind: Om Hierarkiet og Pavemagten, og for 5. Bind: Evropas Lensvæsen). Dette værk øvede en meget stærk indflydelse på N.F.S. Grundtvig ved hans Verdenskrønnike fra 1812. Dette er atter et slående vidnesbyrd om dobbeltheden hos Rothe; thi hvor begejstret han end er for "den himmelske" religion, kristendommen og dens virkninger, er han dog afgjort rationalist; det er den skønne, ophøjede, dydfulde, sanddru lære, han hylder.

## Landbosagen
Med hensyn til landbosagen har Rothe dels givet skrifter af rent videnskabelig natur (Om de saakaldte Bryder i Middelalderen, og Nordens Statsforfatning før og i Lenstiden, 2 Bd., 1781-1782), dels virket direkte ved sin kritik: Danske Agerdyrkeres Kaar eller vort Landvæsenssystem, som det var 1783 (2 Bd., 1784-1786). Her udmaler han den herlige "Odelsfrihed" i oldtiden i modsætning til samtidens "vanærende Idé om Agerdyrkere". Frederik 4. med sin forordning om vornedskabets ophævelse lovprises; men friheden "kunde ikke bæres"; når der skulde arbejdes på at forbedre bondestandens kår, var det ikke nok med at få forbedringer i selve landbruget, men forandringer måtte ske i lovgivningen og landvæsenssystemet; hvad der skal virkes for, er ikke forhøjet skatteevne for statskassen, men bøndernes Lykke.
I sine sidste år optoges Rothe mest af naturvidenskabelige og religionsfilosofiske studier; som en frugt heraf udkom Naturen, betragtet efter Bonnets Maade (I-VI, 1791-1794). Han udtalte sig med anerkendelse om Henrik Steffens’ første geologiske arbejder; og af sit besøg hos den højt ansete lærde har Steffens givet en
interessant skildring (Was ich erlebte II, 223 ff.).

## Oplysningsmanden
Ved sit stive, tilknappede væsen har Rothe næppe været tilgængelig for fortrolig vennekreds. I sine yngre år var han sammen med Elie Salomon François Reverdil og Jens Schielderup Sneedorff ofte J. H. E. Bernstorffs gæst om aftenen. Senere kunne han i Drejers Klub ofte samle en lyttende kreds om sig og udvikle sine Tanker om dagens
anliggender. Det gjaldt "Borgersind", "Almenvellet". "Tænkeren, Daneborgeren, Sandsigeren Tyge Rothe"—som Rahbek nævner ham—blev anset som en af sin tids berømteste talere. Det var Rothe, der ved sin tale i maj 1785 gav Selskabet for Borgerdyd dets navn; men få måneder efter gik han ud af selskabet.
Den mindst heldige side af Rothes forfattervirksomhed er hans poetiske forsøg. Da han efter Frederik 5.’s sygdom 1760 udsendte en ode, affødte denne en strøm af skarpe satirer. Ved flere andre fremtrædende lejligheder søgte han også at give sin overvældende følelse poetisk form uden hensyn til rim eller metrik. Som salmedigter (En Kristens Sange, 1778) er han stærkt påvirket af Friedrich Gottlieb Klopstock; kun et par af salmerne holdt deres plads til 1800-tallets slutning i datidens salmebøger, men alle vidner de om hans fromme, ærlige og gudhengivne sind.
Efter hans død udgav hans ældste søn, Andreas Bjørn Rothe, 2 bind af hans Adspredte Skrifter (1799) med tilegnelse til K. L. Rahbek, der havde opfordret til udgivelsen i Den danske Tilskuer. I forerindringen gives bidrag til den afdødes levnedsbeskrivelse og til hans skrifters vurdering.